# Нельгівка (річка)
Не́льгівка — мала річка в Україні, в межах Чернігівського району Запорізької області. Права притока річки Юшанли (басейн Азовського моря).

## Опис
Бере початок від зниклого хутора Шевченко. Протікає через с. Квіткове і зниклу колонію німців-менонітів Францталь. Тече спочатку на південь, потім на південний захід, потім на захід. Впадає в р. Юшанли незадовго до села Тарасівка.
Основна притока: маленькі потічки.